# 下市田学校
下市田学校（しもいちだがっこう）は、長野県下伊那郡高森町にある学校建築。同町の有形文化財に指定されている。

## 歴史

### 学校の開設
1872年（明治5年）に学制が定められ、筑摩県による学校設立についての強い行政指導と市田地区住民の努力の結果、旧六か村に学校が設立された。吉田村には耕文小校が、下市田村には訓蒙小校が、牛牧村には広胖小校が、大島山村には明性小校、出原村には精勤小校が開設された。
訓蒙小校は1873年（明治6年）4月15日、下市田村の安養寺の本堂を借りて開設された。
1874年（明治7年）4月10日、永山盛輝県権令が管内学校巡回で訓蒙小校を視察、「教育が立県の柱、現今の急務は学校なり」と説く。学校の創設に当たって村民の協力が大きく、苦労して蓄えた貯金を寄付する人が多かった。「献金の多くは老人婦人など貧しい身でありながら、汗水流して働いた尊いお金を学校教育のために寄付した。これは富裕者の百金を出すより難しく、それだけ万人が見習うべき美挙…後世の亀鑑である」とたたえられ、15名に褒状と木杯が送られた。
校舎を1875年（明治8年）に新築。

### 校舎の設立後
1875年（明治8年）現在の場所に校舎を新築し、下市田学校に改称した。1886年（明治19年）3月8日、火災のため校舎が焼失した。
1888年（明治21年）2月19日に再建され、その後、増改築や校名変更などを経て小学校統一の動きにより新たな校地での統合校舎建設計画が進みはじめた。1933年（昭和8年）統合校舎が完成し、小学校としての役目を終えた。
1940年（昭和15年）中等学校に進学しない青年に人格的修養や職業指導を行う市田青年学校として開校するも、戦争が始まると次第に軍隊教育が国民教育の本筋へと変化していった。
1947年（昭和22年）学制改革による新学制が発足し、青年教育の重要性及び教育の機会均等を図るため、青年学校が廃校となった。1948年（昭和23年）長野県下伊那農業高等学校定時制市田分校として開校、1958年（昭和33年）、高森町発足により高森分校に改称した。
1979年（昭和55年）3月に、生徒の減少予測などの理由により、本校へ統合され廃校となった。1981年（昭和56年）5月、西洋風建築の中でも玄関に洋風様式が顕著なことや現存するものが少ないことなどから、歴史的評価が高かったため高森町有形文化財に指定された。1982年（昭和57年）学校の保存運動により、校舎の復元補修工事が行われた。

## 建築
「下伊那郡第三学校下市田支校校舎建築伺」によれば、下市田村総代手塚文右エ門、中村藤太郎、林藤四郎、北林栄太郎、上市田村他戸長の橋都多賀司が、1887年（明治20年）11月17日に長野県知事木梨精一郎宛てに申請、同年12月25日県知事の建築許可が下りた。校舎は棟札によれば1888年（明治21年）9月9日に再建された。

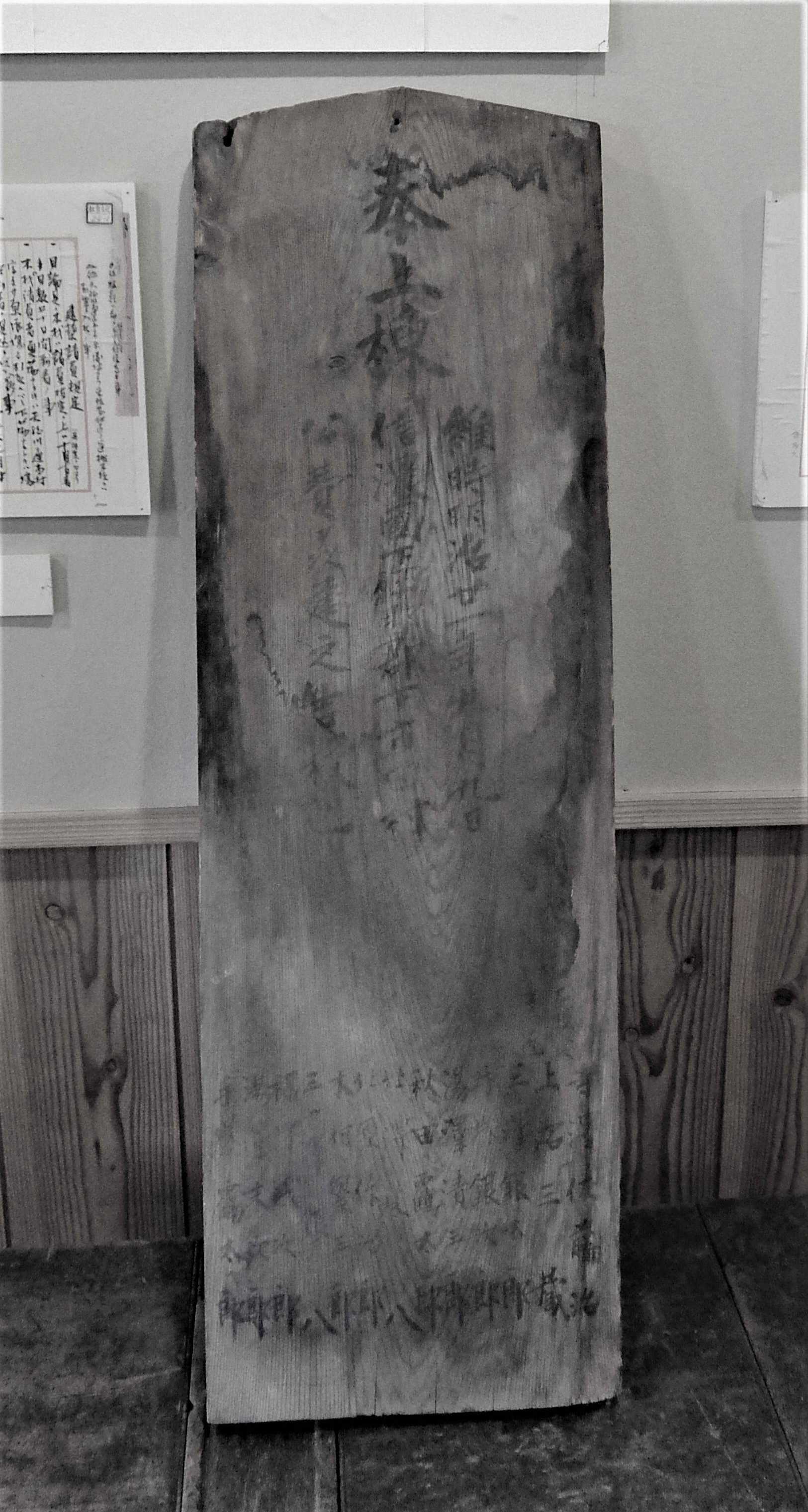
下市田学校再建棟札

建物は坂田亀吉（木曽亀）による寄棟造り総2階建、瓦葺、なまこ壁、建物中央部に唐破風の玄関がつけられた擬洋風建築である。

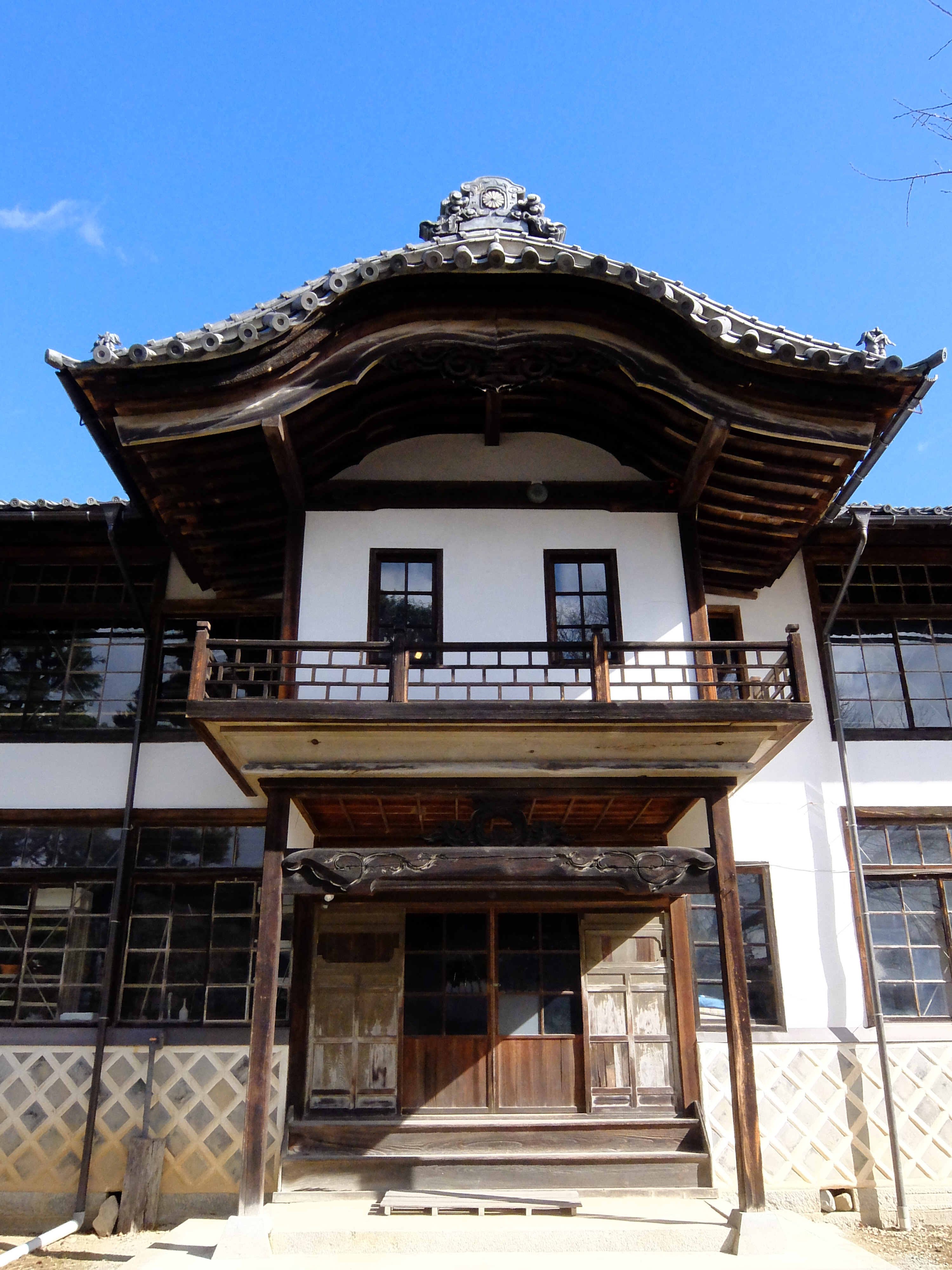
下市田学校唐破風玄関

屋根の先端には立体の「紋」が左右につけられ、竹の葉付の幹を束ね、上に雀が留っている。